# (15460) Manca
(15460) Manca – planetoida z pasa głównego asteroid okrążająca Słońce w ciągu 4 lat i 350 dni w średniej odległości 2,91 j.a. Została odkryta 25 grudnia 1998 roku w Pistoia Mountains Astronomical Observatory w San Marcello Pistoiese przez Andrea Boattiniego i Luciano Tesiego. Nazwa planetoidy pochodzi od Francesco Mancy, włoskiego astronoma amatora. Przed nadaniem nazwy planetoida nosiła oznaczenie tymczasowe (15460) 1998 YD10.